# Горнобелишки некропол
Горнобелишкият некропол (на македонска литературна норма: Горнобеличка некропола) е археологически обект край стружкото село Горна Белица, Република Македония.

## Описане
Обектът е открит при рекогносцировка на дълбочина от 0,3 – 0,4 m. Представлява некропол от римската епоха, което говори, че в близост има и селище. Обявен е за паметник на културата.